# Växelspänning

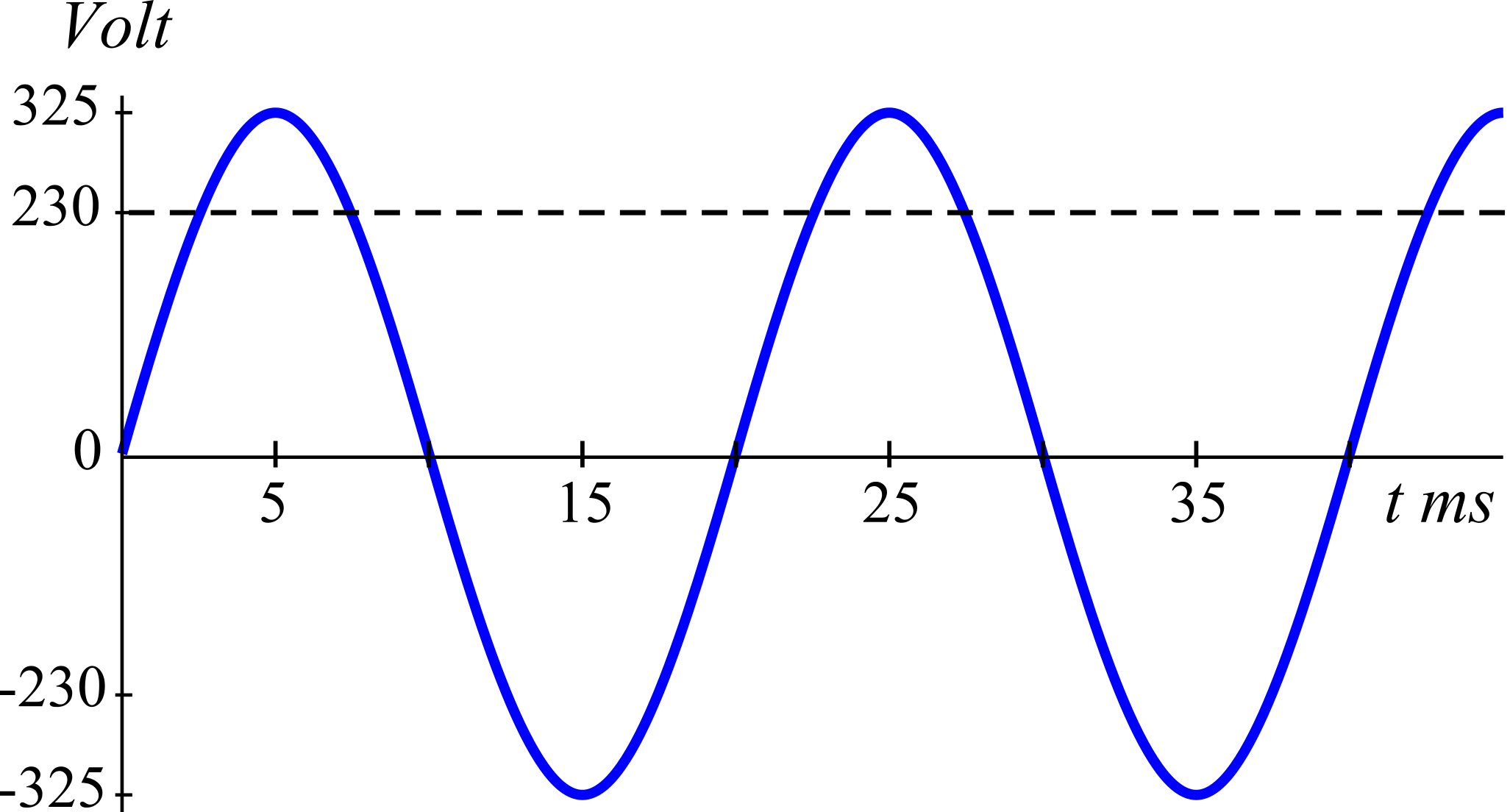
Elnätets periodiska 50 Hz växelspänning. Växelspänningens effektivvärde är 230 V – toppvärdet är 325 V

Icke-periodisk växelspänning. Skulle kunna vara utsignalen från en mikrofon

Växelspänning är en spänning som växlar polaritet. Om en växelspänning vid en viss tidpunkt har en viss polaritet kommer den vid en senare tidpunkt att ha motsatt polaritet.
Om en växelspänning ansluts till en krets med elektrisk ledningsförmåga kommer kretsen att genomflytas av en växelström. Uttag med växelspänning finns i nästan alla hus med el. I de vanligaste vägguttagen (enfas) är spänningens effektivvärde 230 V, se även artikeln om trefas. Det finns inga bestämda poler i uttaget, vilket gör det enkelt att koppla in en elektrisk apparat. 
I Sverige och i större delen av världen är de offentliga elnätens växelspänningsfrekvens 50 Hz. I Nordamerika, större delen av Sydamerika, samt i vissa andra länder används 60 Hz. Japan har 50 Hz i den östra, och 60 Hz växelspänning i den västra delen av landet. Elektrifierad järnväg i Sverige, Norge, Tyskland, Schweiz och Österrike använder 16⅔ Hz, övriga världen 50 eller 60 Hz eller i enstaka fall likspänning.